# Casanova (película de 2005)
Casanova es una película romántica estadounidense de 2005 dirigida por Lasse Hallström y protagonizada por Heath Ledger.

## Argumento
No hay mujer que se resiste a los encantos de Giacomo Casanova, hasta que conoce a Francesca. La chica no muestra mucho interés por Casanova, hecho que estimula su dotes de conquista con el objetivo de vencer la resistencia de sus encantos.

## Elenco
- Heath Ledger como Casanova.
- Sienna Miller como Francesca Bruni.
- Jeremy Irons como Pucci.
- Oliver Platt como Paprizzio.
- Lena Olin como Andrea.
- Omid Djalili como Lupo.
- Stephen Greif como Donato.
- Ken Stott como Dalfonso.
- Helen McCrory como la madre de Casanova.
- Leigh Lawson como el amante de la madre.
- Tim McInnerny como Francesco Loredan, el Dux.
- Charlie Cox como Giovanni Bruni.
- Natalie Dormer como Victoria.
- Philip Davis como un guardia.
- Paddy Ward como Vittorio.

## Producción
La película fue filmada íntegramente en Venecia, ciudad donde vivió el protagonista.

## Premios
- Premio de la Central de Críticos de Cine de Ohio al mejor actor, para Heath Ledger (2006).